# Barranc del Toscar
El barranc del Toscar, és un barranc de l'antic terme de Sapeira, actualment inclòs en el terme municipal de Tremp, al Pallars Jussà. És afluent de la Noguera Ribagorçana.
Es forma a 1.485 m. alt., al Cingle de la Cova Negra, al vessant nord del cim d'Espills, des d'on davalla cap al nord-oest per abocar-se en el barranc d'Escarlà al sud de la Solana del Corral de Cocurrell.